# Гремучий (Саракташский район)
Гремучий — посёлок в Саракташском районе Оренбургской области в составе Старосокулакского сельсовета.

## География
Находится на расстоянии примерно 26 километров по прямой на север от поселка Саракташ.

## Население
| 2010 |
| ---- |
| 106  |

Население составляло 169 человек в 2002 году (русские 86 %), 106 по переписи 2010 года.